# Amblyeleotris fasciata
Amblyeleotris fasciata es una especie de peces de la familia de los Gobiidae en el orden de los Perciformes.

## Morfología
Los machos pueden llegar a alcanzar los 8 cm de longitud total.

## Distribución geográfica
Se encuentra desde la Isla de Navidad hasta Samoa, las Islas Ryukyu y el sur de la Gran Barrera de Coral.

## Observaciones
Es inofensivo para los humanos. 